# Duets (30th Anniversary)
Duets (30th Anniversary) è la quarta raccolta di brani musicali interpretati dal cantante lirico italiano Andrea Bocelli, pubblicata il 25 ottobre 2024 dalla Decca Records.

## Tracce
Tracce CD 1
1. Time to Say Goodbye (featuring Sarah Brightman) – 4:05 (Francesco Sartori, Lucio Quarantotto, Frank Peterson)
2. Vivo por Ella (featuring Karol G) – 4:24 (Gatto Panceri, Mauro Mengali, Valerio Zelli, David Foster, Ellis)
3. Quizás, Quizás, Quizás (featuring Jennifer Lopez) – 3:18 (Osvaldo Farrés, Kuk Harrell, David Foster)
4. Fall on Me (featuring Matteo Bocelli) – 4:19 (Chad Vaccarino, Ian Axel, Fortunato Zampaglione, Matteo Bocelli, Bob Ezrin)
5. Perfect Symphony (featuring Ed Sheeran) – 4:25 (Andrea Bocelli, Ed Sheeran)
6. Da Stanotte in Poi (From This Moment On) (featuring Shania Twain) – 3:57 (Mutt Lange, Shania Twain, Rick Nowels)
7. Holding On (featuring Gwen Stefani) – 4:03 (Amy Hartzler, Amy Wadge, Ian Axel, Chad King)
8. Il mare calmo della sera (featuring Chris Stapleton) – 4:35 (Gian Pietro Felisatti, Gloria Maria Nuti, Zucchero Fornaciari, Celso Valli, Jeremy Wheatley)
9. The Prayer (featuring Céline Dion) – 4:27 (Carole Bayer Sager, David Foster, Tony Renis)
10. La Vie en rose (featuring Édith Piaf) – 3:08 (Édith Piaf, Louis Guglielmi, David Foster)
11. E più ti penso (From Once Upon a Time in America) (featuring Ariana Grande) – 4:28 (Ennio Morricone, Giulio Rapetti Mogol, Tony Renis, Humberto Gatica, David Foster)
12. If Only (featuring Dua Lipa) – 3:52 (Mauro Malavasi, Francesco Sartori, Lucio Quarantotto, Bob Ezrin)
13. Somos novios (featuring Christina Aguilera) – 4:22 (Armando Manzanero, Humberto Gatica, David Foster)
14. Return to Love (featuring Ellie Goulding) – 4:34 (Chad Vaccarino, Ian Axel, Josh Kear, Bob Ezrin)
15. Rimani qui (Elisa) – 3:23 (Giovanni Caccamo, Matteo Buzzanca, Francesco "Katoo" Catitti, Miklós Lukàcs)
16. Vivo per lei (featuring Giorgia) – 4:26 (Chad Vaccarino, Ian Axel, Fortunato Zampaglione, Matteo Bocelli, Bob Ezrin)

Tracce CD 2
1. Dare to Live (vivere) (featuring Laura Pausini) – 4:19 (Angelo Anastasio, Celso Valli, Eugenio Finardi, G. Trovato, Jon Bailey, Nick Cervonaro, Simon Franglen, David Foster)
2. Can't Help Falling in Love (featuring Katharine McPhee) – 3:22 (George David Weiss, Hugo Peretti, Luigi Creatore, Humberto Gatica, David Foster)
3. Hallelujah (featuring Virginia Bocelli) – 4:29 (Leonard Cohen, Haydn Bendall, Steven Mercurio)
4. Amazing Grace (featuring Alison Krauss) – 3:57 (William Walker, John Newton, Haydn Bendall, Steven Mercurio)
5. Moon River (featuring Sofia Carson) – 3:50 (Henry Mancini, Johnny Mercer, David Foster, Humberto Gatica, Tony Renis)
6. Canto della Terra (featuring Lauren Daigle) – 4:01 (Francesco Sartori, Lucio Quarantotto, Mauro Malavasi)
7. La voce del silenzio (featuring Marc Anthony) – 4:00 (Amelio Isola, Rick Nowels)
8. Canzoni stonate (featuring Stevie Wonder) – 5:24 (Aldo Donati, Mogol, Humberto Gatica, David Foster)
9. Un amore così grande (featuring Veronica Berti, Orchestra Sinfonica di Milano Giuseppe Verdi e Steven Mercurio) – 4:20 (Guido Maria Ferilli, Antonella Maggio, Clive Bennett)
10. Notte 'e piscatore (Live / 2024 Version) (featuring Luciano Pavarotti) – 5:05 (Giancarlo Chiaramello, Maurizio Morante, Michael Woolcock)
11. Io ci sarò (featuring Lang Lang) – 4:50 (Andrea Bocelli, David Foster, Walter Afanasieff)
12. Pianissimo (featuring Cecilia Bartoli) – 4:28 (Mauro Malavasi, Haydn Bendall, Steven Mercurio)
13. Les pêcheurs de perles, Act I: Au fond du temple saint (featuring Bryn Terfel e Alan Gilber) – 5:56 (Georges Bizet, Eugène Cormon, Michel Carré, Andrea Cotromano, David Torn, Filippo Sugar, Mitch Owgang)
14. Bambina mia ricordati (featuring Virginia Bocelli) – 4:59 (Paolo Marioni, Pierpaolo Guerrini)
15. What Child Is This? (featuring Mary J. Blige) – 4:32 (David Foster)
16. Time to Say Goodbye (featuring Matteo Bocelli e Hans Zimmer) – 4:52 (Francesco Sartori, Lucio Quarantotto, Hans Zimmer)
17. L'Incontro (featuring Robin Smith, Cora Arcoboleno, Lucia Giacon e Bono) – 4:51 (Alessio Bonomo, Andrea Bocelli, Francesco Sartori, Mark Taylor, Robin Smith)
18. Mi manchi (featuring Kenny G) – 3:35 (Fabrizio Berlincioni, Gianfranco Fasano, David Foster)
19. I believe (featuring Katherine Jenkins) – 4:24 (Eric Levi, David Foster)
20. Corcovado/Quiet Nights of Quiet Stars (featuring Nelly Furtado) – 3:34 (Antônio Carlos Jobim, David Foster)

## Classifiche
| Classifica (2024) | Posizione massima |
| ----------------- | ----------------- |
| Belgio (Vallonia) | 47                |
| Germania          | 59                |
| Irlanda           | 47                |
| Italia            | 65                |
| Paesi Bassi       | 30                |
| Regno Unito       | 14                |
| Svizzera          | 22                |